# 느좀베주

느좀베 주의 위치

느좀베주(Njombe)는 탄자니아의 주로 주도는 느좀베이며 면적은 21,347km2, 인구는 702,097명(2012년 기준)이다. 2012년 3월에 신설되었다.